# Mauritius Johann Böhm
Mauritius Johann Böhm (* 18. Jahrhundert; † 20. Februar 1809) war ein ungarischer Hofbeamter aus Buda.
Böhm war „Vorsteher der ungarischen Statthalterei-Oberrechnungskammer“. Er wurde am 1. März 1798 aus eher „formellen“ Gründen (wohl zur Förderung von Wissenschaftskontakten) zusammen mit dem Hofbeamten Tobias Koy mit der Matrikelnummer 1006 mit dem akademischen Beinamen  „Aelianus V.“ in die Deutsche Akademie der Naturforscher Leopoldina aufgenommen.